# Okrągłoprzyssawkowate
Okrągłoprzyssawkowate (Gyrinocheilidae) – monotypowa i najmniejsza, pod względem liczby gatunków, rodzina ryb karpiokształtnych (Cypriniformes). Obejmuje 3 glonożerne gatunki, żyjące w wodach słodkich. Są hodowane w akwariach, gdzie pełnią funkcję glonojadów.

## Zasięg występowania
Górskie strumienie południowo-wschodniej Azji.

## Cechy charakterystyczne
Ciało wydłużone, wrzecionowate. Otwór gębowy w położeniu dolnym, przekształcony w przyssawkę ssącą umożliwiającą przywarcie do podłoża, liścia lub skały i zdrapywanie glonów. Dodatkowy otwór oddechowy ponad szczeliną skrzelową. Brak wąsików. Około 140 wyrostków filtracyjnych. W linii bocznej 39–43 łusek. Osiągają maksymalnie 30 cm długości. Żywią się glonami.

## Klasyfikacja
Rodzaj zaliczany do tej rodziny:
Gyrinocheilus